# Heteropelma aëllo
Heteropelma aëllo là một loài tò vò trong họ Ichneumonidae.